# 소닉 게임월드
《소닉 게임월드》는 1994년 세가 피코로 만들어진 에듀테인먼트 게임이다. 소닉 더 헤지호그와 마일즈 프라우어, 에이미 로즈, 그리고 닥터 에그맨을 등장시킨 이 게임은 1996년의 북미판에서 도박, 운세 등을 보는 기능을 이후 추가했다.